# Alfredo Omar Tena
(39 años) Nacionalidad Mexicana | Italiana 
altura 1,76 metros
Alfredo Omar Tena Salamano (nacido el 28 de abril de 1985, en la Ciudad de México), es Preparador Físico y  exfutbolista mexicano que jugaba  en la posición de Medio.

## Trayectoria
Inicios
Este mediocampista, hijo de la leyenda americanista, Alfredo Tena el "Capitán Furia"; se desarrolló futbolísticamente en las fuerzas inferiores del Club América y llega al primer equipo crema para el Apertura 2005, sin embargo tiene actividad con los filiales el Club Zacatepec y Socio Águila FC, hizo su debut como profesional el sábado 5 de agosto de 2005 en la victoria del Zacatepec de 3-2 frente al Pumas Morelos, ingresando al campo al minuto 56' en sustitución de su compañero Armando Vallejo.
Con los cañeros jugó 20 partidos mientras que con las águilas y Socio águila 88 partidos.
Club América
Haría su debut oficial tanto en el club como en Primera División el 29 de marzo de 2006 en la derrota de las águilas frente a CD Veracruz ingresando de cambio al minuto 52' en sustitución de Federico Higuaín portando el dorsal #40.
Cruz Azul Hidalgo
Para el Clausura 2009 fue transferido al Cruz Azul Hidalgo para que tuviera más actividad disputó con la maquinita 17 partidos.
Querétaro FC
Hace un retornó a la máxima categoría ya que fue contratado por el Querétaro FC como su refuerzo para el Apertura 2009 jugando un total de 27 encuentros en los tres torneos que permaneció con el plantel.
Regresaría al América sin embargo solo tuvo actividad con el equipo sub-20 donde registro 17  partidos todos ellos como titular.
Club Zacatepec
```
Para el 
Apertura 2013
 fue contratado por el 
Club Zacatepec donde disputó 20 partidos
 .
```

## Clubes
| Club                              | País   | Año               | PJ | Goles |
| --------------------------------- | ------ | ----------------- | -- | ----- |
| Club Zacatepec (Cedido)           | México | 2006              | 15 | 0     |
| Socio Águila Fútbol Club (Cedido) | México | 2007 - 2009       | 88 | 2     |
| Club América                      | México | 2005 - 2006, 2008 | 15 | 0     |
| Cruz Azul Hidalgo                 | México | 2009              | 17 | 1     |
| Querétaro Fútbol Club             | México | 2009 - 2010       | 27 | 1     |
| Club América Sub-20               | México | 2011              | 17 | 0     |
| Club América Copa Libertadores    | México | 2011              | 1  | 0     |
| Calcio Como 1907                  | Italia | 2011 - 2012       | 20 | 0     |
| Club Zacatepec                    | México | 2013 - 2014       | 20 | 0     |

## Palmarés
- InterLiga: 2008